# Namibia na Mistrzostwach Świata w Lekkoatletyce 2013
Namibia na Mistrzostwach Świata w Lekkoatletyce 2013 – reprezentacja Namibii podczas czempionatu w Moskwie liczyła 6 zawodników.

## Występy reprezentantów Namibii

### Mężczyźni
| Konkurencja   | Zawodnik            | Runda 1  | Runda 1 | Półfinał | Półfinał | Finał    | Finał   |
| Konkurencja   | Zawodnik            | Rezultat | Pozycja | Rezultat | Pozycja  | Rezultat | Pozycja |
| ------------- | ------------------- | -------- | ------- | -------- | -------- | -------- | ------- |
| Bieg na 200 m | Hitjivirue Kaanjuka | 21,33    | 41.     | NQ       | NQ       | NQ       | NQ      |

### Kobiety
| Konkurencja   | Zawodnik            | Runda 1    | Runda 1 | Półfinał | Półfinał | Finał    | Finał   |
| Konkurencja   | Zawodnik            | Rezultat   | Pozycja | Rezultat | Pozycja  | Rezultat | Pozycja |
| ------------- | ------------------- | ---------- | ------- | -------- | -------- | -------- | ------- |
| Bieg na 400 m | Tjipekapora Herunga | 52,01 (SB) | 18. q   | 52,28    | 19.      | NQ       | NQ      |
| Maraton       | Alina Armas         | —          | —       | —        | —        | 2:45:09  | 25.     |
| Maraton       | Leena Ekandjo       | —          | —       | —        | —        | DNF      | DNF     |
| Maraton       | Helalia Johannes    | —          | —       | —        | —        | DNF      | DNF     |
| Maraton       | Beata Naigambo      | —          | —       | —        | —        | DNF      | DNF     |